# Heilig-Kreuz-Kapelle (Steigrain)

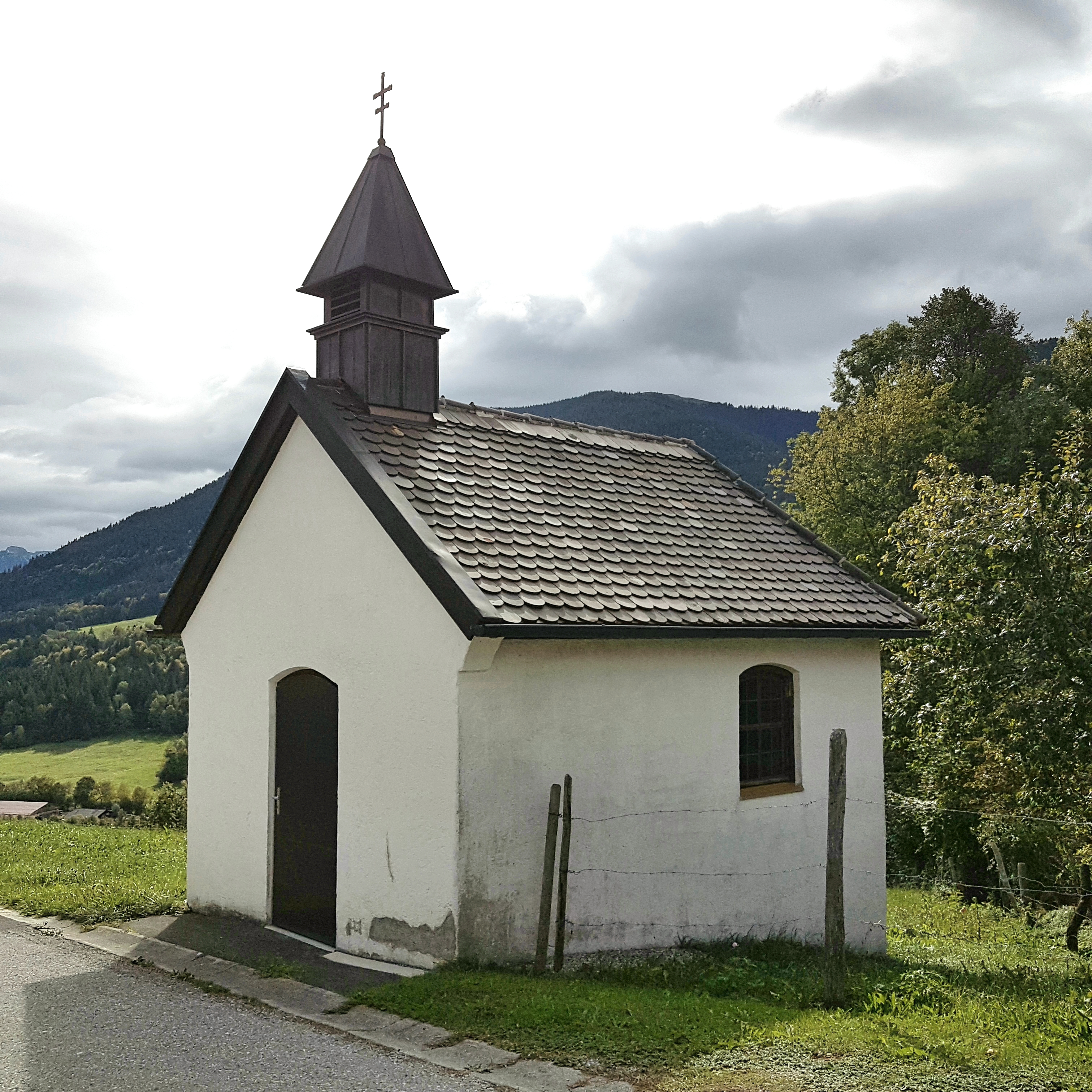
Heilig-Kreuz-Kapelle in Steigrain

Die Heilig-Kreuz-Kapelle ist eine Kapelle im Ortsteil Steigrain der oberbayerischen Gemeinde Bad Kohlgrub. Das Bauwerk ist als Baudenkmal in die Bayerische Denkmalliste eingetragen.

## Beschreibung
Die Kapelle liegt am Südrand von Steigrain an der Straße nach Jägerhaus gegenüber dem Anwesen Nr. 125. Sie wurde 1955 anstelle eines älteren Vorgängerbaus errichtet. Der etwa sechs Meter lange und vier Meter breite Rechteckbau hat an seiner Rückseite einen Dreiachtelschluss und trägt ein Satteldach. Nahe der ungefähr nach Nordosten zeigenden Eingangsseite sitzt auf dem First ein hölzerner Dachreiter mit einem Zeltdach.
Im Inneren ist die Kapelle ein einschiffiger Saalbau. Das bedeutendste Ausrüstungsstück ist der obere Teil einer spätgotischen Madonna aus dem 15. Jahrhundert.